# Buyumbura
Buyumbura (en francés: Bujumbura, /buʒumbuʁa/) es la antigua capital de Burundi y sede de su Gobierno, y actual ciudad más poblada del país. La ciudad, que tiene una población cercana a los 900 000 habitantes, está localizada en la orilla nororiental del lago Tanganica, y constituye el núcleo urbano más grande de Burundi, así como su centro administrativo, económico y de comunicaciones.
A fines de diciembre de 2018, el presidente de Burundi, Pierre Nkurunziza, anunció que cumpliría una promesa de 2007 de devolver a Gitega su antiguo estatus de capital política, con Buyumbura como capital económica y centro comercial. Una votación en el Parlamento de Burundi hizo oficial el cambio el 16 de enero de 2019, y se espera que todas las ramas del gobierno se trasladen a Gitega al cabo de tres años.

## Geografía

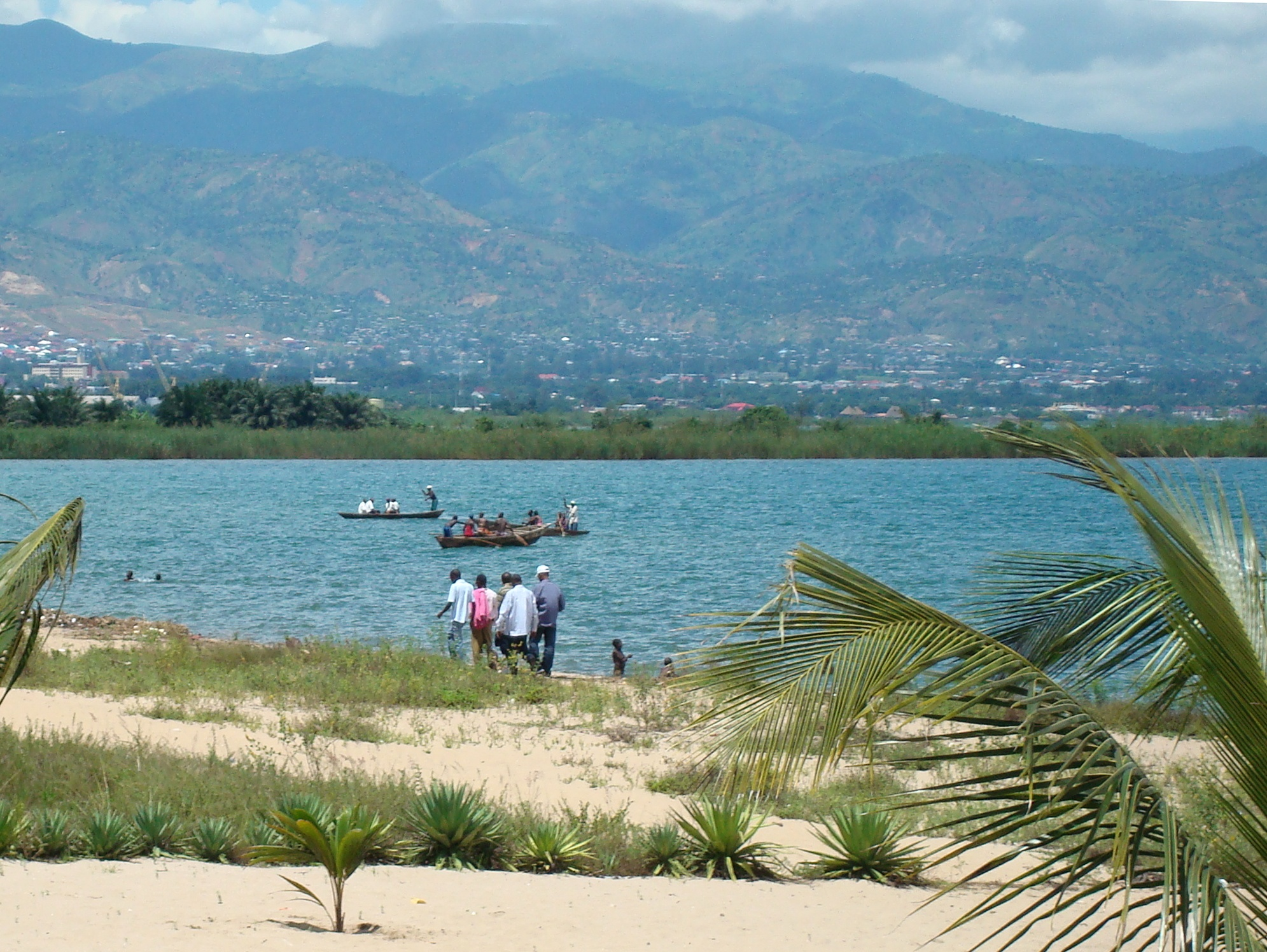
Lago Tanganica

Buyumbura posee famosas playas a lo largo de la costa del lago Tanganica, cuyo nombre oficial es la Playa de los Cocos. La playa ha sido parcelada y privatizada lo cual ha resultado en que cada dueño haya bautizado su sector de la playa con un nombre distinto. El Lago Tanganica, es el segundo más profundo del mundo con 1470 m, después del Lago Baikal. La ciudad también se encuentra en la desembocadura del río Ruzizi y de otros dos ríos más pequeños (Muha y Ntahangwa).

## Historia
Buyumbura pasó de ser una pequeña población a un puesto militar del África Oriental Alemana en 1889. Tras la Primera Guerra Mundial, se convirtió en el centro administrativo del territorio de Ruanda-Urundi, administrado por Bélgica por mandato de la Sociedad de Naciones. El nombre de Buyumbura sustituyó al anterior, Usumbura, cuando Burundi se convirtió en un Estado independiente en 1962. Tras la independencia, Buyumbura ha sido el escenario de frecuentes luchas entre los dos principales grupos étnicos del país, con milicias hutu enfrentándose al Ejército, dominado por los tutsi.

## Clima
Buyumbura presenta un clima tropical de sabana (Köppen : Aw) bordeando un clima cálido semiárido (BSh ). Hay distintas estaciones húmedas y secas. Su estación húmeda es de octubre a abril, mientras que la estación seca abarca los cinco meses restantes. A pesar de estar ubicada cerca del ecuador, Buyumbura no es tan calurosa como cabría esperar debido a su altitud. Las temperaturas promedio son constantes a lo largo del año, con una temperatura máxima de alrededor de 29 °C (84 °F) y una temperatura mínima de alrededor de 19 °C (66 °F).
| Parámetros climáticos promedio de Buyumbura (1961–1990, extremes 1950–1990)                               | Parámetros climáticos promedio de Buyumbura (1961–1990, extremes 1950–1990) | Parámetros climáticos promedio de Buyumbura (1961–1990, extremes 1950–1990) | Parámetros climáticos promedio de Buyumbura (1961–1990, extremes 1950–1990) | Parámetros climáticos promedio de Buyumbura (1961–1990, extremes 1950–1990) | Parámetros climáticos promedio de Buyumbura (1961–1990, extremes 1950–1990) | Parámetros climáticos promedio de Buyumbura (1961–1990, extremes 1950–1990) | Parámetros climáticos promedio de Buyumbura (1961–1990, extremes 1950–1990) | Parámetros climáticos promedio de Buyumbura (1961–1990, extremes 1950–1990) | Parámetros climáticos promedio de Buyumbura (1961–1990, extremes 1950–1990) | Parámetros climáticos promedio de Buyumbura (1961–1990, extremes 1950–1990) | Parámetros climáticos promedio de Buyumbura (1961–1990, extremes 1950–1990) | Parámetros climáticos promedio de Buyumbura (1961–1990, extremes 1950–1990) | Parámetros climáticos promedio de Buyumbura (1961–1990, extremes 1950–1990) |
| Mes | Ene.                                                                        | Feb.                                                                        | Mar.                                                                        | Abr.                                                                        | May.                                                                        | Jun.                                                                        | Jul.                                                                        | Ago.                                                                        | Sep.                                                                        | Oct.                                                                        | Nov.                                                                        | Dic.                                                                        | Anual                                                                       |
| --- | --------------------------------------------------------------------------- | --------------------------------------------------------------------------- | --------------------------------------------------------------------------- | --------------------------------------------------------------------------- | --------------------------------------------------------------------------- | --------------------------------------------------------------------------- | --------------------------------------------------------------------------- | --------------------------------------------------------------------------- | --------------------------------------------------------------------------- | --------------------------------------------------------------------------- | --------------------------------------------------------------------------- | --------------------------------------------------------------------------- | --------------------------------------------------------------------------- |
| Temp. máx. abs. (°C)                                                                                      | 34.6                                                                        | 35.0                                                                        | 34.0                                                                        | 35.0                                                                        | 32.0                                                                        | 32.0                                                                        | 33.0                                                                        | 33.0                                                                        | 33.8                                                                        | 34.3                                                                        | 33.8                                                                        | 34.8                                                                        | 35.0                                                                        |
| Temp. máx. media (°C)                                                                                     | 29.1                                                                        | 29.7                                                                        | 29.3                                                                        | 29.2                                                                        | 29.9                                                                        | 29.9                                                                        | 29.2                                                                        | 30.0                                                                        | 30.9                                                                        | 30.1                                                                        | 29.1                                                                        | 28.9                                                                        | 29.6                                                                        |
| Temp. media (°C)                                                                                          | 23.8                                                                        | 23.8                                                                        | 23.7                                                                        | 23.9                                                                        | 23.9                                                                        | 23.3                                                                        | 22.9                                                                        | 24.0                                                                        | 24.7                                                                        | 24.6                                                                        | 23.4                                                                        | 23.6                                                                        | 23.8                                                                        |
| Temp. mín. media (°C)                                                                                     | 19.2                                                                        | 19.3                                                                        | 19.3                                                                        | 19.6                                                                        | 19.1                                                                        | 17.6                                                                        | 17.2                                                                        | 17.4                                                                        | 18.6                                                                        | 19.1                                                                        | 19.1                                                                        | 19.1                                                                        | 18.7                                                                        |
| Temp. mín. abs. (°C)                                                                                      | 14.0                                                                        | 15.4                                                                        | 14.7                                                                        | 15.1                                                                        | 16.2                                                                        | 13.9                                                                        | 11.8                                                                        | 13.0                                                                        | 14.3                                                                        | 14.0                                                                        | 15.9                                                                        | 15.0                                                                        | 11.8                                                                        |
| Lluvias (mm)                                                                                              | 100.3                                                                       | 85.7                                                                        | 117.5                                                                       | 111.9                                                                       | 56.6                                                                        | 8.9                                                                         | 2.7                                                                         | 13.4                                                                        | 33.0                                                                        | 59.0                                                                        | 97.1                                                                        | 99.6                                                                        | 785.7                                                                       |
| Días de lluvias (≥ 0.1 mm)                                                                                | 16                                                                          | 19                                                                          | 18                                                                          | 18                                                                          | 10                                                                          | 2                                                                           | 1                                                                           | 2                                                                           | 8                                                                           | 15                                                                          | 19                                                                          | 19                                                                          | 147                                                                         |
| Horas de sol                                                                                              | 167.4                                                                       | 158.2                                                                       | 176.7                                                                       | 165.0                                                                       | 210.8                                                                       | 255.0                                                                       | 272.8                                                                       | 251.1                                                                       | 213.0                                                                       | 189.1                                                                       | 150.0                                                                       | 164.3                                                                       | 2373.4                                                                      |
| Humedad relativa (%)                                                                                      | 77                                                                          | 75                                                                          | 78                                                                          | 79                                                                          | 76                                                                          | 67                                                                          | 63                                                                          | 60                                                                          | 62                                                                          | 68                                                                          | 76                                                                          | 77                                                                          | 72                                                                          |
| Fuente n.º 1: World Meteorological Organization                                                           |                                                                             |                                                                             |                                                                             |                                                                             |                                                                             |                                                                             |                                                                             |                                                                             |                                                                             |                                                                             |                                                                             |                                                                             |                                                                             |
| Fuente n.º 2: Deutscher Wetterdienst (mean temperatures 1950–1990, humidity 1953–1990, and sun 1951–1990) |                                                                             |                                                                             |                                                                             |                                                                             |                                                                             |                                                                             |                                                                             |                                                                             |                                                                             |                                                                             |                                                                             |                                                                             |                                                                             |

## Demografía
Se prevé que Buyumbura sea la cuarta ciudad del continente africano con el crecimiento más rápido entre 2020 y 2025, con un crecimiento del 5,75 %,

## Cultura
La ciudad cuenta con un «museo viviente», que es también un zoológico. Entre las atracciones cercanas está el parque nacional de Rusizi y una roca en Mugere que es el lugar en el que se cree que pudieron haberse encontrado David Livingstone y Henry Stanley (si bien es más probable que en realidad lo hicieran en Ujiji), en las fuentes del afluente más meridional del Nilo.

## Educación
Buyumbura es la sede de la Universidad de Burundi.

## Economía
Entre las actividades industriales destacan la producción de cemento, jabón y el sector textil. Es el principal puerto del país, por donde salen casi todas las exportaciones, entre las que destacan el café, el algodón, las pieles y el latón. El mercado central de Buyumbura está en el centro de la ciudad, a lo largo de la avenida Rwagasore. Durante el genocidio de Burundi, los ciudadanos se volvieron menos propensos a viajar lejos del centro de la ciudad, y los mercados de las comunidades vecinas perdieron su negocio frente al mercado central de Buyumbura. En consecuencia, los vendedores trasladaron sus negocios al mercado central, y muchos se instalaron fuera del mercado debido a la falta de espacio. Sin embargo, el mercado central alberga la mayor variedad de mercancías de la ciudad, con tiendas que venden una amplia gama de productos.
En la madrugada del 27 de enero de 2013, un grave incendio asoló el mercado central de Buyumbura. Debido a la mala respuesta de emergencia, el incendio se prolongó durante horas, lo que resultó en un duro golpe para los intercambios locales. Cientos de vendedores, locales y extranjeros, perdieron sus mercancías por el incendio y los saqueos reportados. Si bien los servicios de emergencia de Burundi no pudieron extinguir el incendio por sí mismos, la vecina Ruanda envió helicópteros para ayudar en la respuesta de emergencia.

## Políticos
Lista de alcaldes de Buyumbura:
- Gérard Kibinakanwa, 1962–1967[11]
- Thérence Ndikumasabo, 1967–1969
- Pie Kanyoni, 1969–1975 and 1976–1977
- Charles Kabunyoma, 1976
- Juvénal Madirisha, 1977–1979
- Germain Nkwirikiye, 1979–1981
- Lucien Sakubu, 1981–1987
- Léonidas Ndoricimpa, 1987–1991
- Arthémon Mvuyekure, 1991–1992
- Anatole Kanyenkiko, 1992–1993
- Léonce Sinzinkayo, 1993–1994
- Pie Ntiyankundiye, 1994–2002
- Pontien Niyongabo, 2002–2005
- Célestin Sebutama, 2005–2007
- Elias Buregure, 2007
- Evrard Giswaswa, circa 2008–2012[12]
- Saidi Juma, circa 2012[13]
- Freddy Mbonimpa, 2017–2020
- Jimmy Hatungimana, 2020–

## Transportes

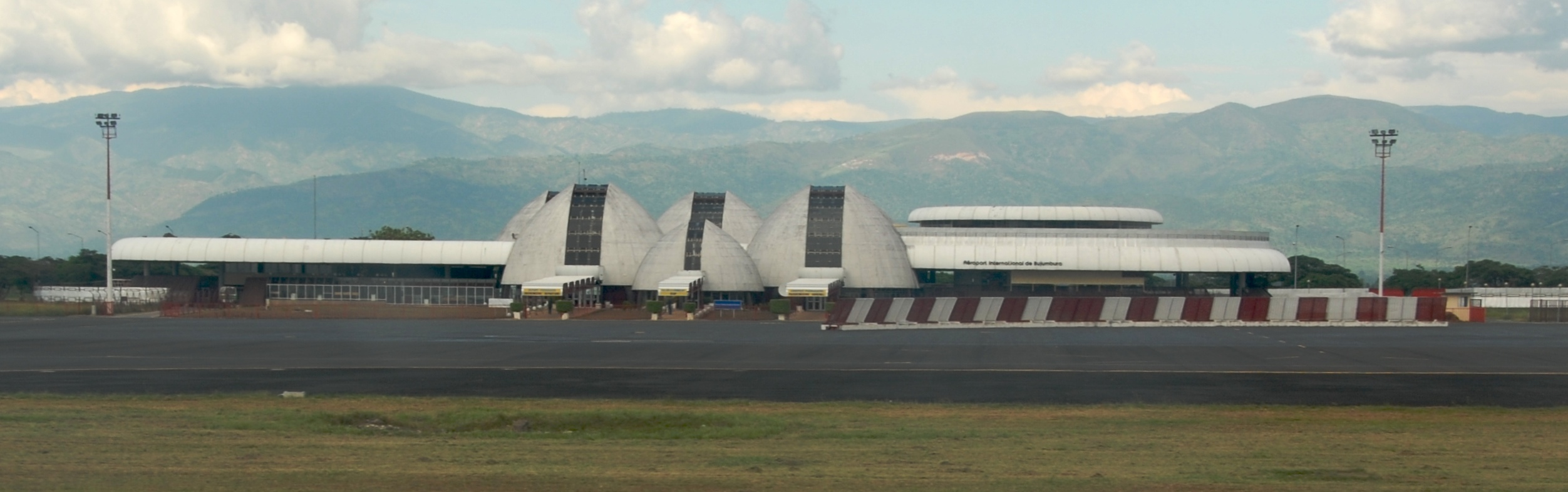
Aeropuerto Internacional de Buyumbura.

Hay barcos que hacen el trayecto entre Buyumbura y Kigoma (en Tanzania). La ciudad cuenta además con el Aeropuerto Internacional de Buyumbura.

### Aeropuerto
La ciudad está conectada por vía aérea con el Aeropuerto Internacional Melchior NDADAYE.

### Puerto de Buyumbura
Desde el puerto de Mombasa, en Kenia, hasta Buyumbura, en Burundi, una pista (la Ruta 109) drena 1500 km el grueso del comercio en esta parte de África Oriental.

### Taxis

#### Los coches-taxi
También están pintados de blanco y azul. El precio de un viaje varía desde un mínimo de 1500 FBU hasta alrededor de 10000 FBU dependiendo de la distancia a recorrer.
Los taxis empiezan a funcionar desde primera hora de la mañana hasta muy tarde en la noche; los fines de semana funcionan las 24 horas del día y por la noche los encontrará aparcados cerca de discotecas o restaurantes. Por lo general, son seguros.
Triciclos
El transporte en forma de taxis también lo proporcionan triciclos de tres plazas (comúnmente conocidos como tuk-tuk), cada uno de los cuales lleva, además de la matrícula, el número de registro de la comuna donde se encuentran. Sin embargo, no se les permite circular por el centro de la ciudad por razones de seguridad. Pueden circular hasta las 19 horas. Las mujeres los prefieren sobre todo a los mototaxis. Son una alternativa barata a los taxis.

#### Mototaxis
Los mototaxis están registrados y la ley les obliga a tener medidas de seguridad: el conductor debe llevar un chaleco fluorescente marcado con la matrícula de la moto, y debe proporcionar al pasajero un casco para que lo use durante el viaje.
El coste mínimo de un viaje es de 500 FBU.
Por razones de seguridad, los mototaxis no pueden operar después de las 18:00 horas ni en el centro de la ciudad.
También hay bicitaxis, pero sólo funcionan en determinadas zonas.

### Autobuses

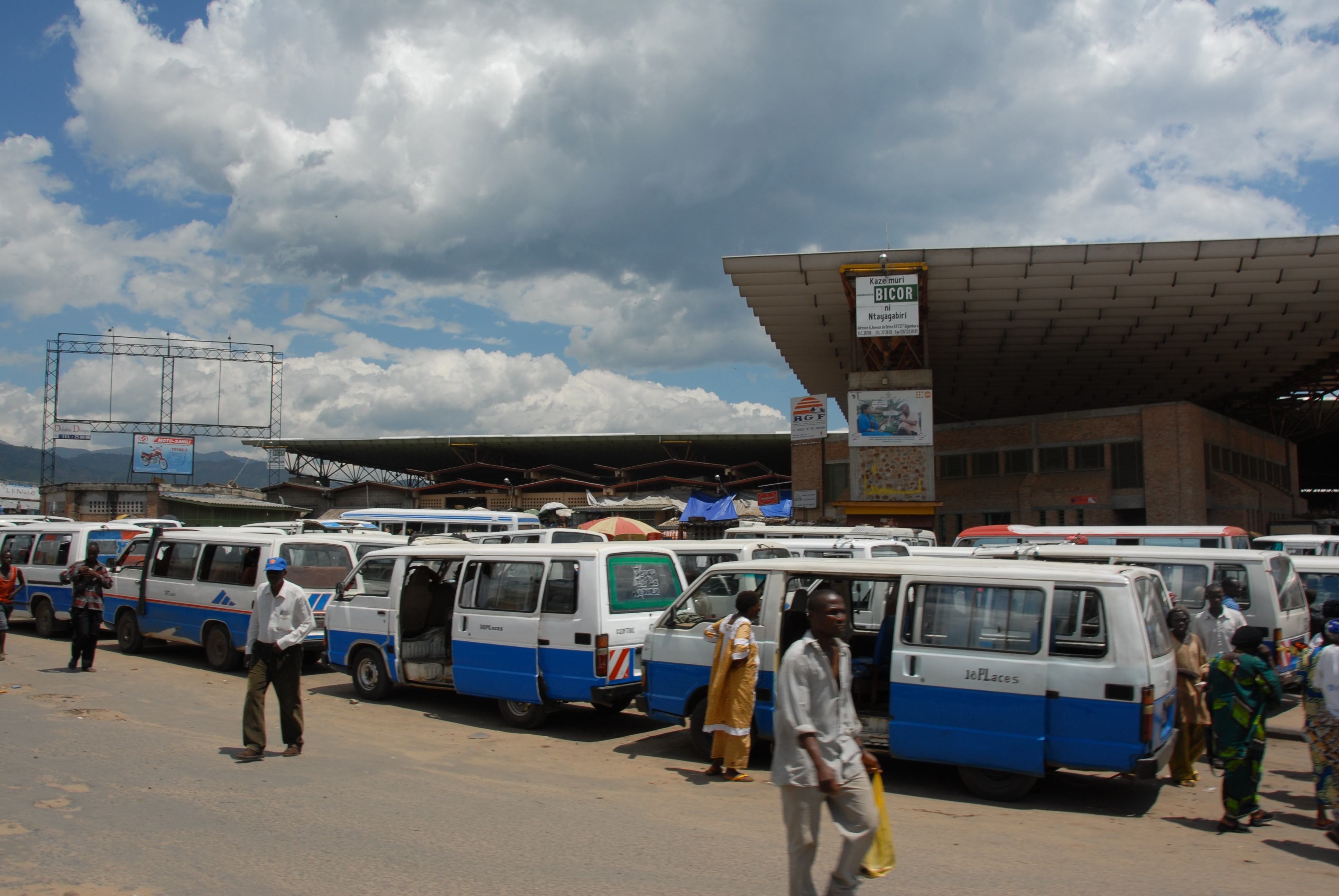
Estación central de Buyumbura.

Todas las líneas de autobús convergen en la estación central en torno al mercado central: la parte norte de la estación (frente a la entrada principal del mercado central) es para los autobuses que van al norte de la capital, y la parte sur (detrás del mercado) es para los autobuses que van al sur de la ciudad. Sin embargo, algunos autobuses aparcan en otro lugar pero no muy lejos del mercado central. 
Los autobuses que operan en Buyumbura están pintados oficialmente de blanco y azul y llevan, en principio, los códigos de las carreteras a las que prestan servicio. Algunas zonas de Buyumbura no cuentan con líneas de autobús.

## Educación

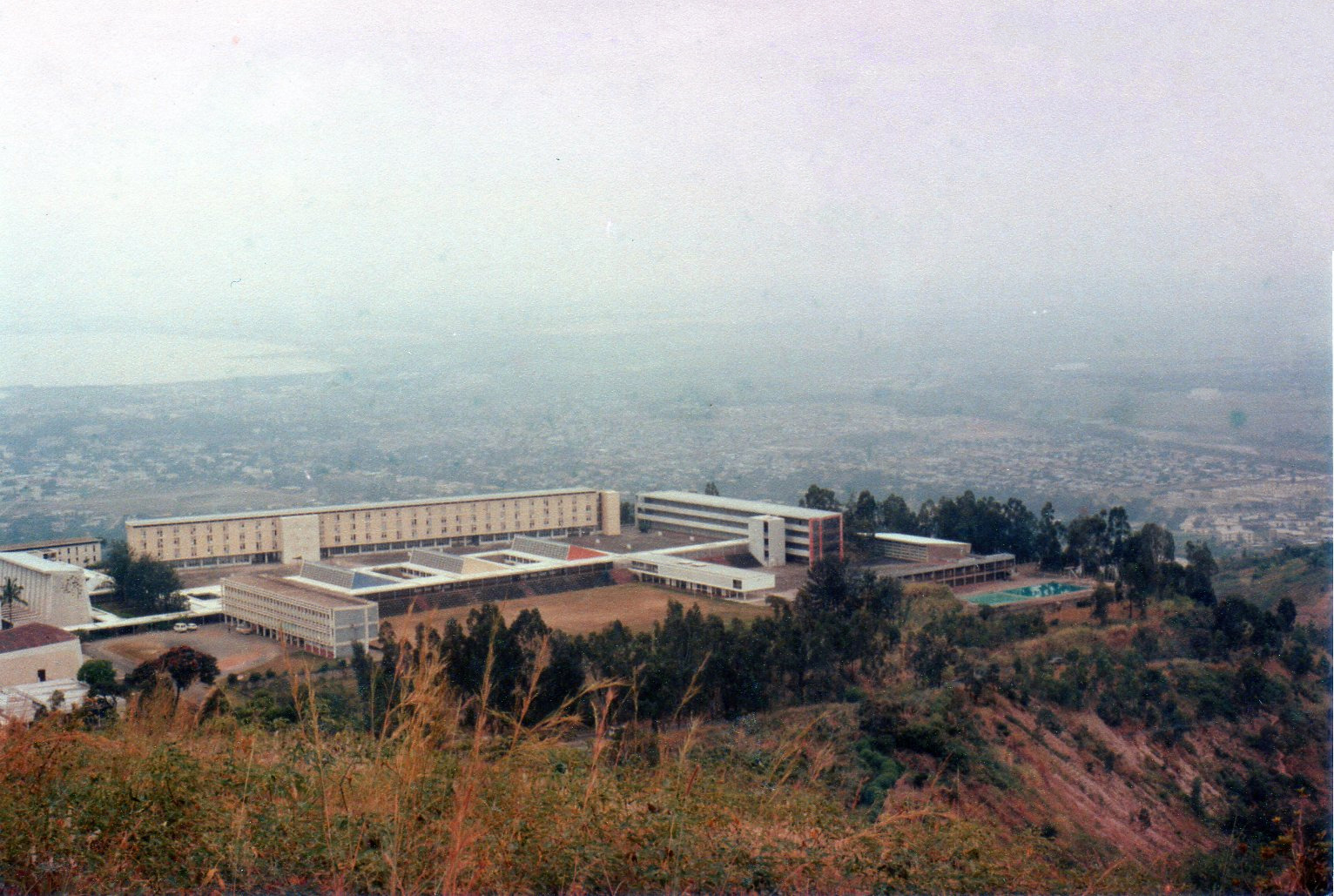
Vista de los edificios de la Universidad en Buyumbura.

La Universidad de Burundi está en Buyumbura, al igual que la Universidad Hope Africa, la Université Paix et Réconciliation, la Université des Grands Lacs, la Université du Lac Tanganyika, la Ecole Normale Supérieure, la Université Lumière de Buyumbura, la Universidad Internacional de Buyumbura (BIU), la Universidad Internacional del Ecuador, Universidad de Liderazgo Internacional de Buyumbura, Universidad Ntare Rugamba de Buyumbura, Universidad Sagesse d'Afrique de Buyumbura, Universidad Martin Luther King, Instituto Superior de Desarrollo de Buyumbura (ISD), Escuela Nacional de Administración "ENA", Instituto Nacional de Salud Pública «INSP», Instituto Superior de Gestión Empresarial «ISGE», Instituto Superior de Ingenieros y Técnicos Directivos en Ingeniería Informática, Telecomunicaciones y Tecnologías Avanzadas "INITELEMATIQUE".
Escuelas internacionales:
- Escuela belga de Buyumbura (escuela belga)
- Escuela Francesa de Buyumbura (escuela francesa)
- King's School (escuela británica)
- Escuela Internacional Montessori de Buyumbura
- Escuela de inglés de Burundi (Escuela de idioma inglés)
- Escuela Internacional Cubahiro

## Filmografía
- La vie est un jeu de cartes (Maïsha ni karata), film documental de Philippe de Pierpont, Bibliothèque publique d'information, París, 2006, 70 min (DVD) (en francés)
- Gito, l’ingrat, un film burundés realizado por Léonce Ngabo,  1992. (en francés)